# Евениментул Зилей
„Евениментул Зилей“ (на румънски: Evenimentul Zilei – „Събитие на деня“) е всекидневник, издаван в Букурещ, Румъния.
Главен редактор е Симона Йонеско (Simona Ionescu). Той е водещ вестник, първият таблоид в страната, с дневен тираж от 110 000 броя.
Първият брой на вестника излиза на 22 юни 1992 г. В онези първи години след революцията от 1989 г. редица румънски вестници публикуват измислени истории. „Евениментул Зилей“ също има своя дял сред тях, публикувайки причудливи и невероятни истории като например за „контрабандата на безглавите котки“.
Измежду най-странните и най-известните е разказът за кокошката, родила живо пиленце, публикуван на 2 октомври 1993 г. Първата публикация е последвана от поредица от статии, като случаят е „локализиран“ в Република Молдова, за да бъде по-трудна проверката на неговата достоверност. Невероятната история е „удостоверена“ и от лице, представено за водещ молдовски учен. Авторът на статиите Кътълин Щефанеску (Cătălin Ştefănescu) по-късно признава, че е измислил историята.
Дневният тираж на вестника достига 675 000 бр. през същата 1993 г.
Вестникът е купен през 1998 г. от германската издателска къща Gruner + Jahr, Хамбург, която от своя страна е собственост на медийната група „Бертелсман“. Продаден е на швейцарската медийна група Ringier (2003), а тя го продава на компанията Editura Evenimentul și Capital през 2010 г.